# Trossinger Eisenbahn
| Die Trossinger Eisenbahn als Bestandteil des Ringzug-Systems |                      |                                       |                                       |
| Streckennummer (DB): | 9463                 |                                       |                                       |
| Kursbuchstrecke (DB): | 742.1                |                                       |                                       |
| Kursbuchstrecke: | 307b (1946)          |                                       |                                       |
| Streckenlänge: | 3,9 km               |                                       |                                       |
| Spurweite: | 1435 mm (Normalspur) |                                       |                                       |
| Streckenklasse: | C2                   |                                       |                                       |
| Stromsystem: | 600 V =              |                                       |                                       |
| Maximale Neigung: | 35 ‰                 |                                       |                                       |
| Minimaler Radius: | 190 m                |                                       |                                       |
| Streckengeschwindigkeit: | 80 km/h              |                                       |                                       |
| Zugbeeinflussung: | PZB                  |                                       |                                       |
| |                      |                                       |                                       |
| \| \| \| von Rottweil \| \| \| \| 0,0 \| Trossingen Bahnhof \| 648 m \| \| \| \| nach Villingen \| \| \| \| 2,0 \| Tunnel Westtangente (15 m, seit 2005) \| Tunnel Westtangente (15 m, seit 2005) \| \| \| 2,6 \| Anschluss Konsum/Coop (bis 1985) \| Anschluss Konsum/Coop (bis 1985) \| \| \| 3,9 \| Trossingen Stadt \| 714 m \| |                      |                                       |                                       |
| Strecke |                      | von Rottweil                          | von Rottweil                          |
| Bahnhof | 0,0                  | Trossingen Bahnhof                    | 648 m                                 |
| Abzweig geradeaus und nach rechts |                      | nach Villingen                        | nach Villingen                        |
| Tunnel | 2,0                  | Tunnel Westtangente (15 m, seit 2005) | Tunnel Westtangente (15 m, seit 2005) |
| Abzweig geradeaus und ehemals von rechts | 2,6                  | Anschluss Konsum/Coop (bis 1985)      | Anschluss Konsum/Coop (bis 1985)      |
| Kopfbahnhof Streckenende | 3,9                  | Trossingen Stadt                      | 714 m                                 |

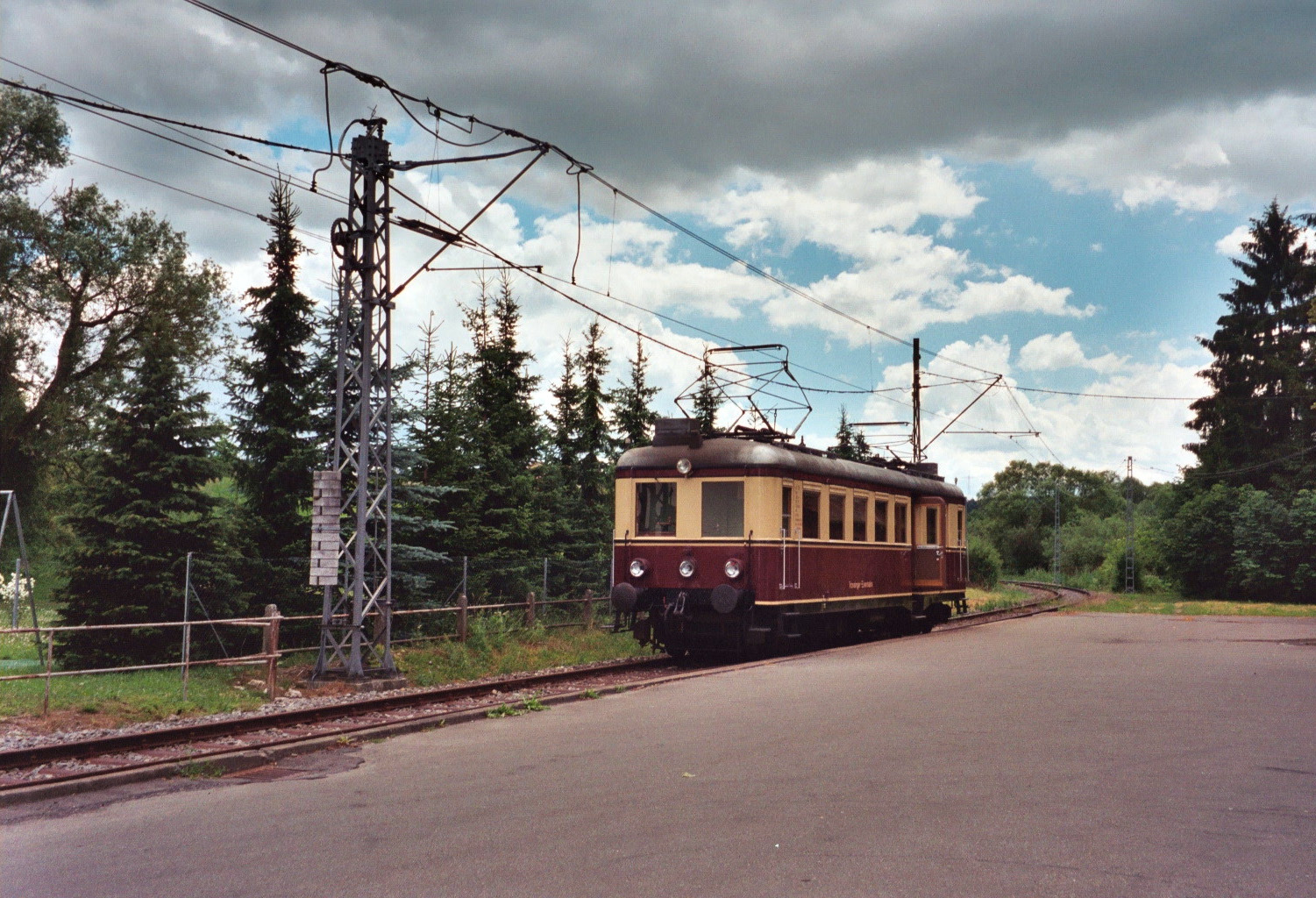
Juni 2003: der Triebwagen T3 im Bahnhof Trossingen vor dem Umbau

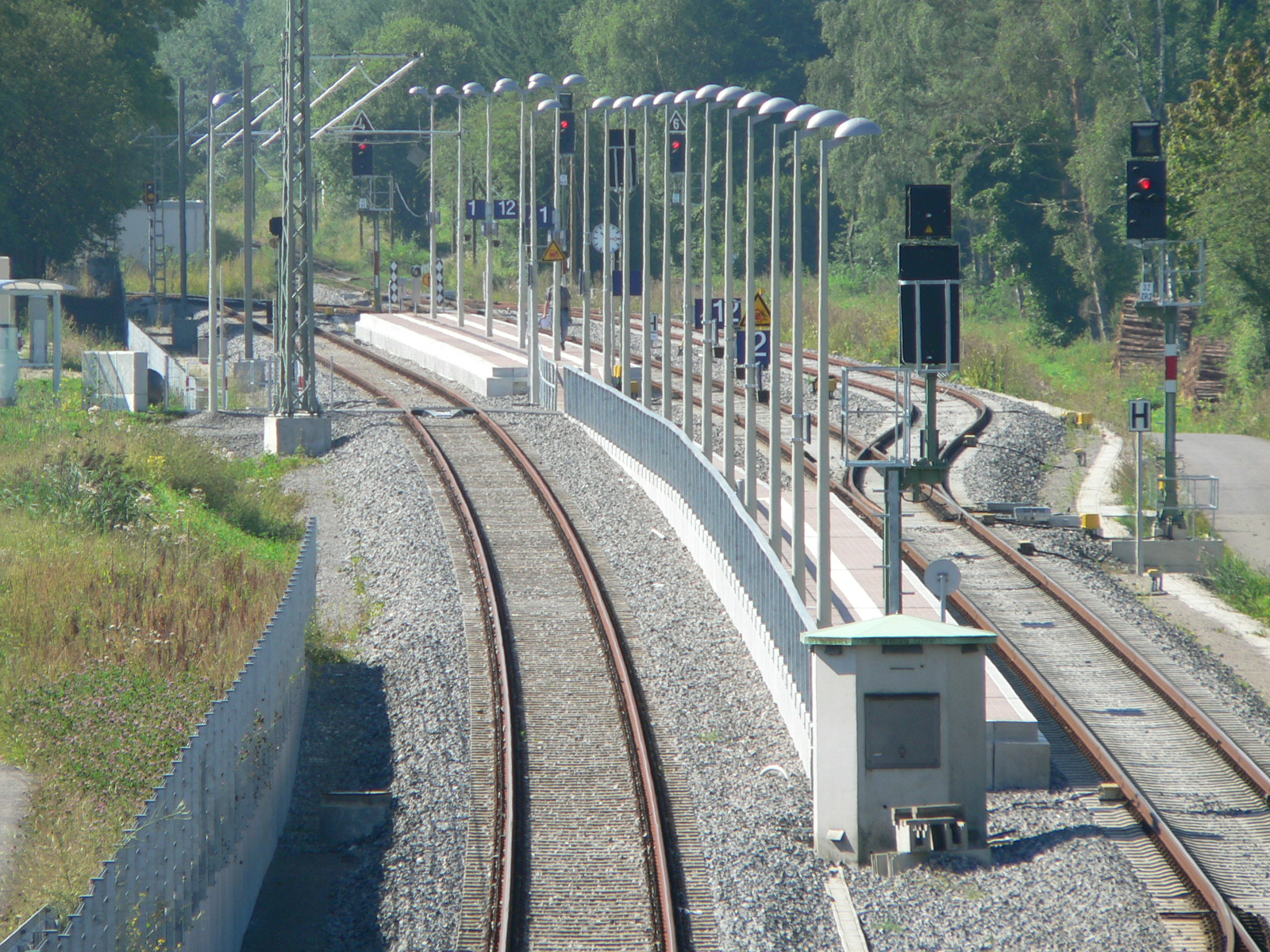
Bahnhof Trossingen nach dem Umbau

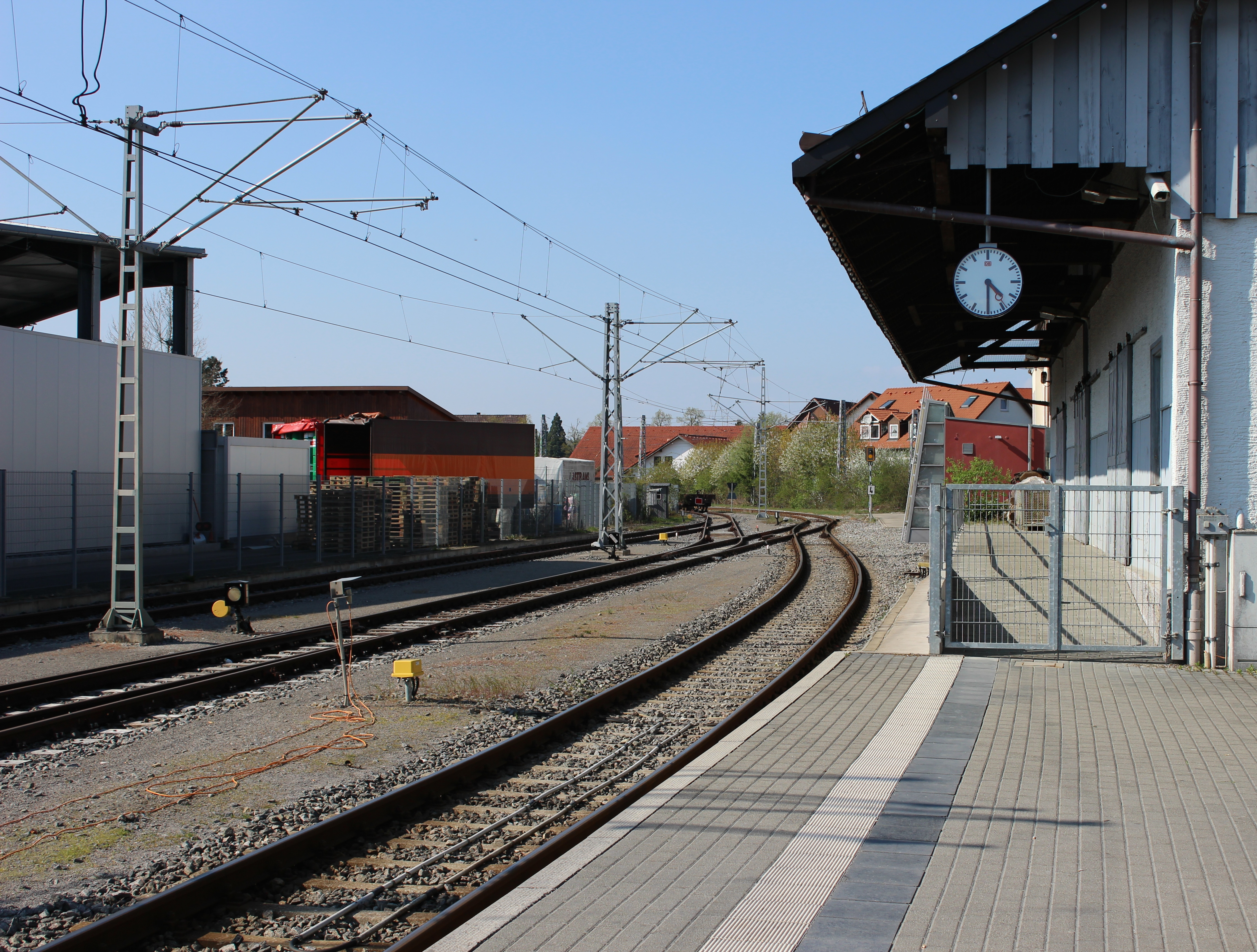
Bahnhof Trossingen Stadt

Die Trossinger Eisenbahn, abgekürzt TE, ist eine mit Gleichspannung elektrifizierte Stichbahn in Baden-Württemberg. Die Nebenbahn verbindet seit 1898 die Stadt Trossingen mit dem peripher gelegenen Bahnhof Trossingen, veraltet auch „Trossingen Staatsbahnhof“ genannt, an der Bahnstrecke Rottweil–Villingen. Die Strecke ist eine nichtbundeseigene Eisenbahn, als Eisenbahninfrastrukturunternehmen fungieren die Stadtwerke Trossingen GmbH. Diese waren früher auch das verantwortliche Eisenbahnverkehrsunternehmen für den Regelverkehr; seit 2003 ist die Hohenzollerische Landesbahn (HzL) mit der Durchführung des Betriebes beauftragt. Der Güterverkehr wurde 1996 aufgegeben.

## Geschichte
Als die Königlich Württembergischen Staats-Eisenbahnen am 26. August 1869 die Bahnstrecke Rottweil–Villingen eröffneten, wurde die Stadt Trossingen bei der Trassierung nicht berücksichtigt. Die neue Bahn verlief etwa vier Kilometer Luftlinie entfernt westlich an Trossingen vorbei. Trotz des Aufschwungs durch die zunehmende Industrialisierung, darunter insbesondere die Musikinstrumentenindustrie (z. B. Hohner), geriet Trossingen dadurch immer mehr in den Verkehrsschatten. Engagierte Bürger der Stadt bemühten sich deshalb in den Folgejahren um eine Verbesserung der Verkehrssituation. Nachdem die Staatsbahn kein Interesse gezeigt hatte, mündete ihr Engagement schließlich in der Errichtung einer Privatbahn.
Hierzu wurde 1896 die AG Elektrizitätswerk und Verbindungsbahn Trossingen gegründet, am 31. Dezember 1897 wurde dieser die entsprechende Konzession für die neue Strecke erteilt. Da zur gleichen Zeit in Trossingen ein Elektrizitätswerk gebaut wurde, lag es nahe, die projektierte Strecke zu elektrifizieren. Auch die relativ starke Steigung der Strecke von bis zu 35 Promille – in Richtung Stadt waren 66 Höhenmeter zu überwinden – sprach für einen elektrischen Betrieb. Am 14. Dezember 1898 konnte die neue Bahn schließlich eröffnet werden. 1908 wurde sie dann von der Stadt Trossingen übernommen und wird von dieser bis heute als kommunaler Eigenbetrieb geführt.
Die Strecke der Trossinger Eisenbahn gilt als Besonderheit. Sie wird mit 600 Volt Gleichstrom betrieben und weicht damit zum einen von dem in Deutschland üblichen Bahnstromsystem von 15 kV/16,7 Hz Wechselspannung ab, zum anderen stellt sie einen sogenannten elektrischen Inselbetrieb dar.
Seit den 1990er Jahren galt die Strecke als stilllegungsgefährdet, konnte jedoch durch die Integration in das Ringzug-Konzept der Region Schwarzwald-Baar-Heuberg gerettet werden. Infolgedessen übernahmen 2003 die dieselbetriebenen Regio-Shuttle-Triebwagen der HzL den Gesamtverkehr auf der Trossinger Eisenbahn. Teilweise werden die Züge dabei über Villingen und Donaueschingen nach Bräunlingen durchgebunden.
Die Oberleitung wird seither im planmäßigen Betrieb nicht mehr benötigt, die bis zum 11. Juli 2003 eingesetzten elektrischen Fahrzeuge werden seither nur noch im Museumsbetrieb verwendet. Zwischen Dezember 2004 und Juni 2005 gelangten die Triebwagen T3 und T5 vorübergehend wieder in den regelmäßigen Einsatz, weil beim Ringzug Fahrzeugmangel herrschte.
Im Rahmen der Elektrifizierung des Ringzugs plant die Deutsche Bahn einen neuen Haltepunkt Trossingen Troase und den Ersatz der Oberleitung durch eine umschaltbare Oberleitung, um Fahrten der historischen Gleichstromfahrzeuge und von modernen Wechselstromfahrzeugen zu ermöglichen.

## Historischer Fahrzeugpark
| Art               | Bezeichnung     | Baujahr     | Hersteller                          | Elektrik               | Bemerkung |
| ----------------- | --------------- | ----------- | ----------------------------------- | ---------------------- | --- |
| Triebwagen        | T1 Zeug Christe | 1898        | MAN                                 | AEG                    | gehört zu den ältesten betriebsfähigen elektrischen Eisenbahnfahrzeugen der Welt                                                                        |
| Triebwagen        | T2              | 1898        | MAN                                 | AEG                    | 1961 ausgemustert |
| Beiwagen          | B2 Lias         | 1898        | MAN                                 | —                      | ehemals B3, ab 1938 B7, erhält 1952 als B6 das Fahrgestell von B5, ab 1968 B2                                                                           |
| Beiwagen          | B5              | 1900 / 1906 | Ganz / Hannoversche Waggonfabrik AG | —                      | 1900 als Dampftriebwagen gebaut, 1906 Umbau zum Personenwagen, ab 1908 in Trossingen, genannt „Salonwagen“, 1952 abgebrochen, spendet Fahrgestell an B2 |
| Beiwagen          | B7              | 1913        | Waggonfabrik Rastatt                | —                      | bis 1952 B6, 1965 ausgemustert, 1967 verschrottet |
| Güterwagen        | G4              | 1898        | MAN                                 | —                      | Verbleib unbekannt |
| Lokomotive        | EL4 Lina        | 1902        | AEG                                 | AEG                    | |
| Schlepptriebwagen | T3              | 1938        | Maschinenfabrik Esslingen           | AEG                    | genannt „Sonntagswagen“ |
| Triebwagen        | T5              | 1956        | Maschinenfabrik Esslingen           | Siemens-Schuckertwerke | |
| Triebwagen        | T6              | 1968        | Waggonfabrik Rastatt                | Siemens                | von 2003 bis 2005 im Familienpark Villingen-Schwenningen ausgestellt                                                                                    |

## Bahnhof Trossingen Stadt
Der Endbahnhof Trossingen Stadt verfügt heute nur noch über ein Bahnsteiggleis für den regulären Personenverkehr. Die übrigen drei Gleise werden für die Museumseisenbahn genutzt.
Neben dem Anschlussverkehr zu den Zügen in Trossingen Bahnhof verkehren auch Züge des Ringzug-Konzeptes direkt nach Villingen und Bräunlingen.
Am Bahnhof Trossingen Stadt gibt es Buslinien vom Verkehrsverbund Schwarzwald-Baar-Heuberg, die folgende Linien betreiben (Stand 2023):
- 110 Trossingen – Schura – Talheim – Eßlingen – Tuttlingen
- 115 Stadtrunde Trossingen
- 117 Trossingen – Weigheim – Tuningen – Talheim – Tuttlingen
- 120 Trossingen – Schura – Durchhausen – Seitingen-Oberflacht – Tuttlingen
- 122 Trossingen – Schura – Durchhausen – Seitingen-Oberflacht – Wurmlingen – Tuttlingen (Unterlinie)
- 130 Trossingen – Schura – Durchhausen – Gunningen – Hausen o. V. – Spaichingen
- 132 Trossingen – Schura – Weigheim (Unterlinie)
- 140 Trossingen – Aldingen
- 142 Trossingen – Aldingen (Unterlinie)
- 147 Trossingen – Gewerbegebiet Nagelsee – Aldingen – Spaichingen
- 160 Trossingen – Aixheim

## Museum

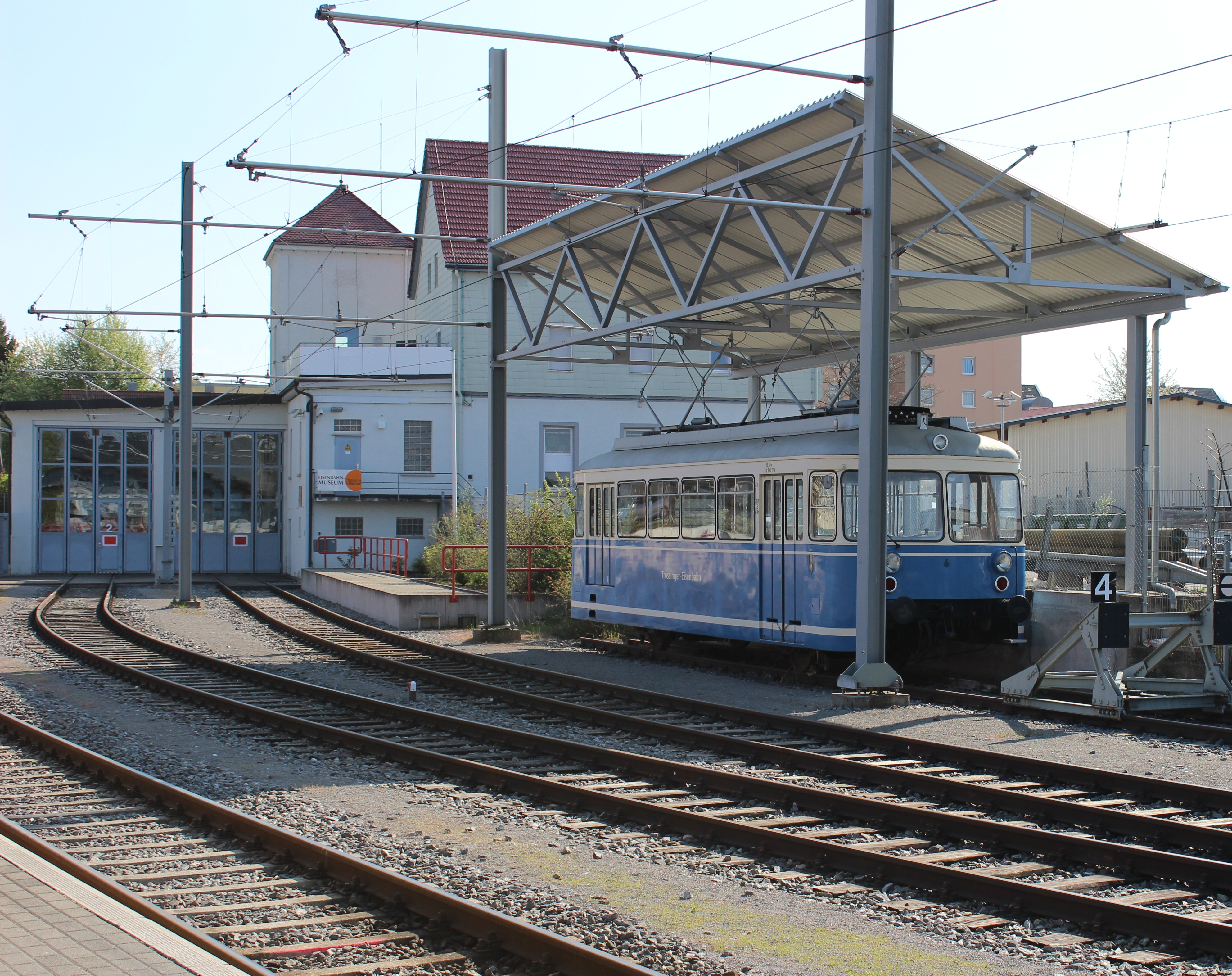
Triebwagen T6 und das Museum im Hintergrund

Im Lokomotivschuppen des Bahnhofs Trossingen Stadt besteht seit dem 5. Juni 2005 ein kleines Museum zur Trossinger Eisenbahn. Dort sind auch die meisten historischen Fahrzeuge untergebracht. Das Museum öffnet monatlich im Sommerhalbjahr, sowie bei Sonderfahrten mit den historischen Fahrzeugen.

## Freundeskreis der Trossinger Eisenbahn e. V.
Das Museum und der Sonderverkehr mit den historischen Fahrzeugen werden von Mitgliedern des Vereins Freundeskreis der Trossinger Eisenbahn e. V. betrieben. Der Verein wurde am 7. September 2004 gegründet und führte am 1. Mai 2005 seine erste offizielle Sonderfahrt durch. Er hat inzwischen etwa 100 aktive und passive Mitglieder.
Jährlich werden Sonderfahrten zu den Trossinger Veranstaltungen Pfingstmarkt und Kilbe-Märt durchgeführt.
Nach einem Schaden an der Lok EL4 Lina zeigte sich, dass bei mangelnder Bewegung der Fahrzeuge Standschäden auftreten. Deshalb gibt es seit 2010 monatliche Bewegungsfahrten. Diese werden meistens am dritten Freitag des Monats durchgeführt. Als Mondscheinfahrten stehen sie allen Interessierten offen.
Ebenso wie bei den Sonderfahrten tagsüber kommen entweder die Fahrzeuge T1, B2 und EL4 oder die Triebwagen T3 und T5 zum Einsatz. Teilweise werden planmäßige Ringzugleistungen durch die historischen Fahrzeuge ersetzt.